# Liebenwalde
Liebenwalde é um município da Alemanha, situado no distrito de Oberhavel, no estado de Brandemburgo. Tem 138,84 km² de área, e sua população em 2019 foi estimada em 4.309 habitantes.